# Arquitectura armenia

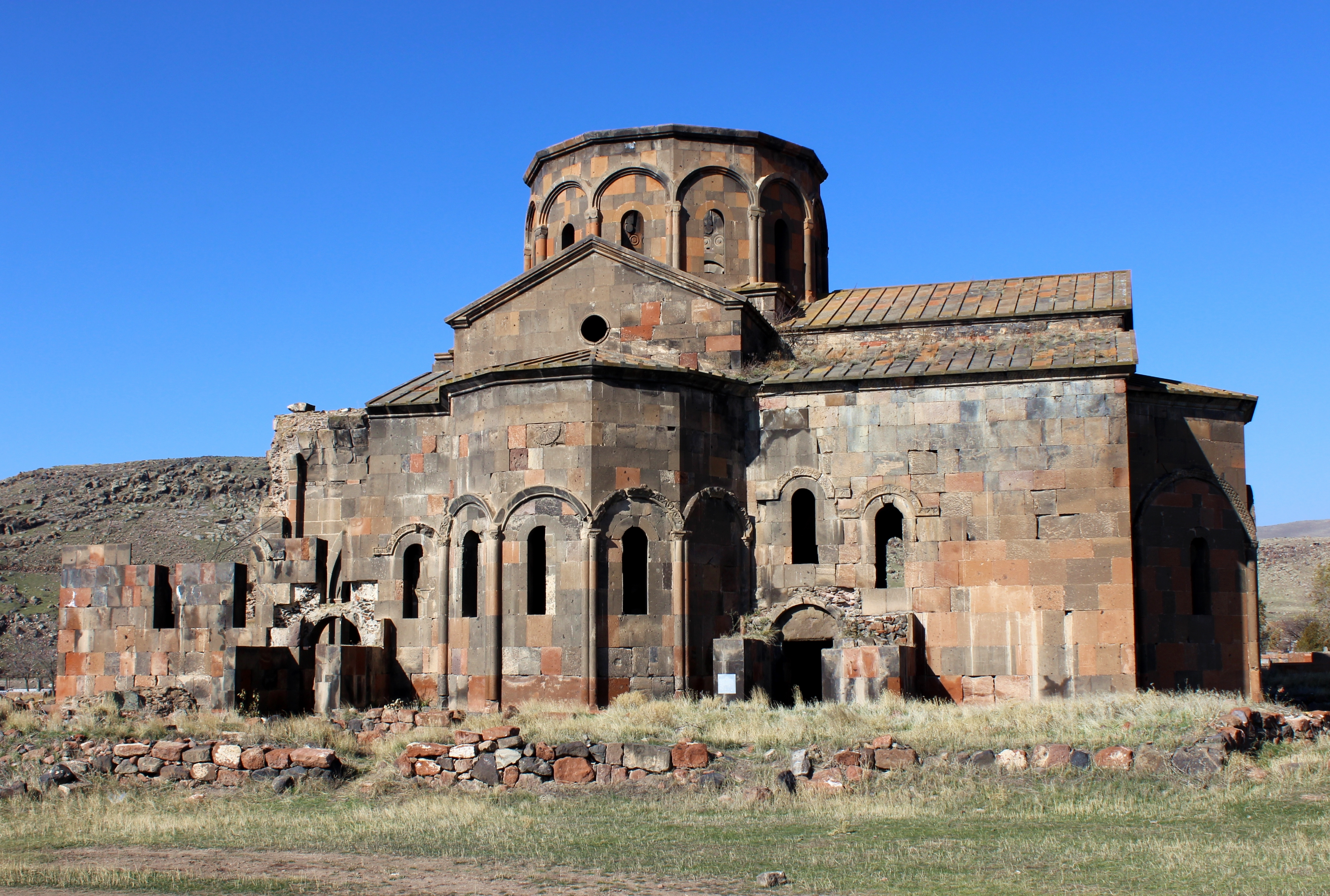
La catedral de Talín, provincia de Aragatsotn,

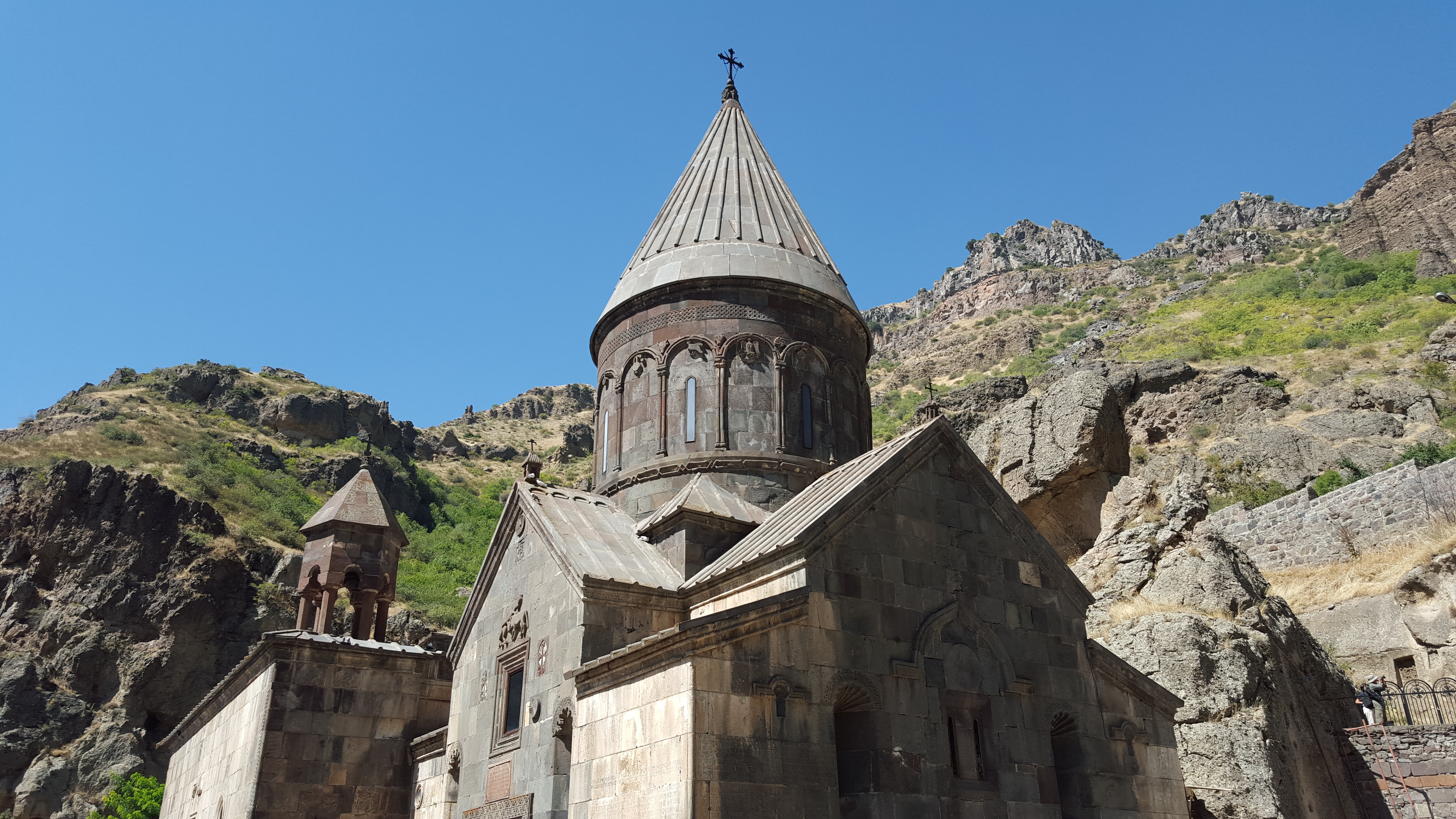
El monasterio de Geghard,

La arquitectura armenia posee unas características especiales que la asocian con el pueblo armenio. Es difícil situar este estilo arquitectónico dentro de límites geográficos o cronológicos precisos, pero muchos de sus monumentos se crearon en la Armenia histórica, en el altiplano Armenio.

## Características comunes de la arquitectura armenia

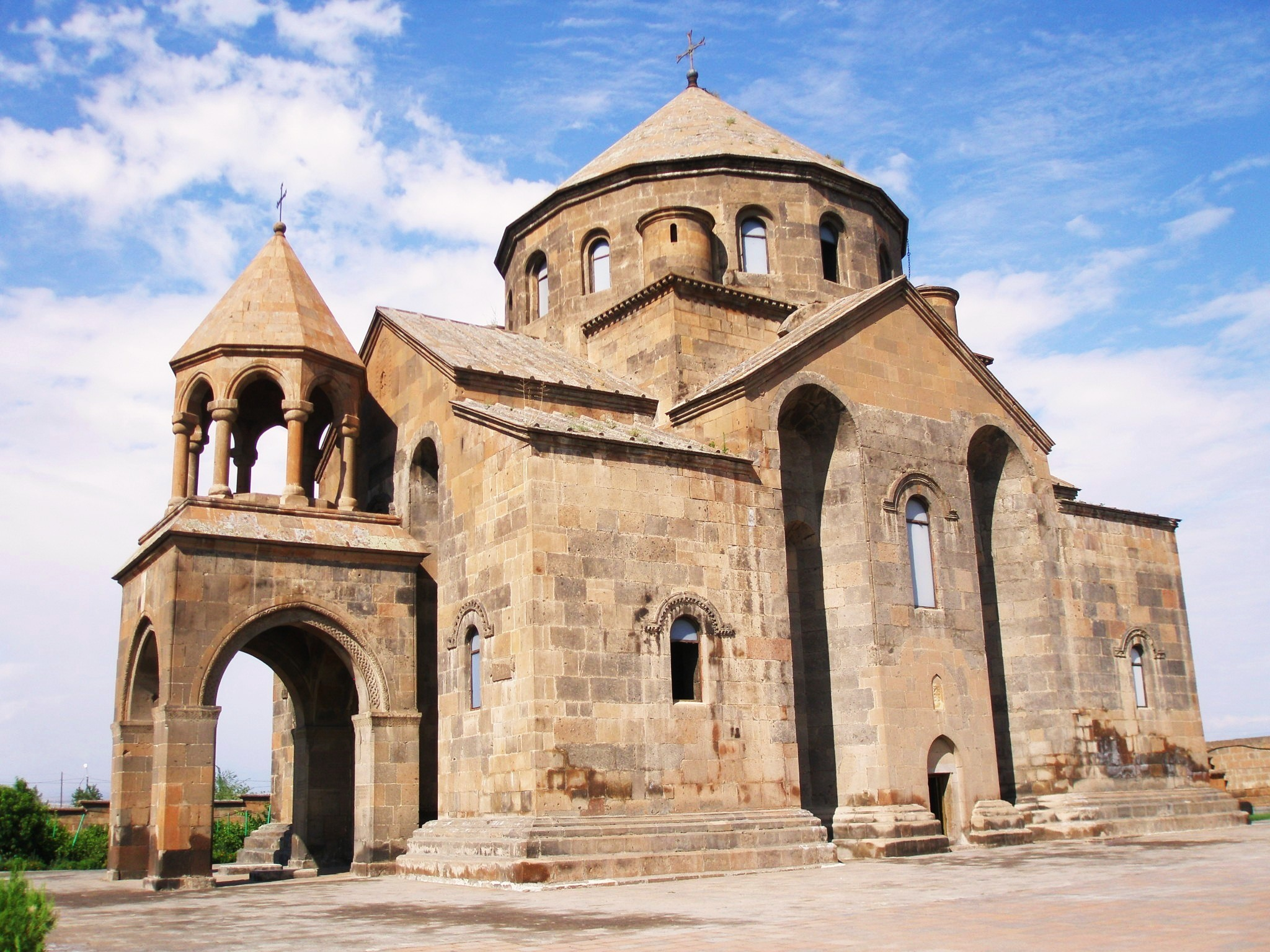
Iglesia de Santa Hripsime, de 618, una iglesia temprana importante con alteraciones más tardías. En el año 2000 fue declarada Patrimonio de la Humanidad como parte de «Catedral e iglesias de Echmiadzín y sitio arqueológico de Zvartnóts» (n.º ref. 1011-004 y 005)

La arquitectura medieval armenia, manifestada sobre todo en las iglesias, tiene varias características distintivas que proceden del primer estilo empleado desde la conversión al cristianismo.
Las características más comunes son:
- las cúpulas puntiagudas, que recuerdan el cono volcánico de monte Ararat.  El domo cónico o semicónico radialmente segmentado está colocado encima de un tambor cilíndrico (normalmente poligonal en el exterior y con frecuencia octogonal);
- el énfasis vertical de toda la estructura, cuya altura supera a menudo la longitud de la iglesia;
- el refuerzo de la verticalidad con ventanas altas y estrechas;
- los techos abovedados de piedra;
- composición casi enteramente de piedra, normalmente toba volcánica o basalto;
- una cubierta formada por láminas finamente cortadas de toba;
- los frescos y las tallas, si están presentes, están normalmente adornados e incluyen espirales entrelazadas, racimos de uva y follaje;
- el uso de arcos estructurales altos tanto para soportar el tambor que aguanta la cúpula como el techo abovedado y las paredes verticales;
- los techos cruzados para soportar la cúpula, tanto en basílicas como en iglesias;
- la decoración escultórica de los muros exteriores, incluyendo figuras;
- el gavit, una especie de nártex añadido a las iglesias exclusivo de las iglesias armenias.

## Clasificación de las iglesias armenias
Dentro de los límites de las características comunes mencionadas, las iglesias individuales muestran una considerable variedad que puede reflejar la época, el sitio y la creatividad de su diseñador. El arquitecto armenio Toros Toramanián distinguió los siguientes estilos clásicos mientras estudiaba estas variaciones incluyendo principios del siglo XX:
| Estilo               | Nomenclatura armenia                      | Ejemplo                   |
| -------------------- | ----------------------------------------- | ------------------------- |
| Basílica             | Bazilik (Բազիլիկ)                         | Ererouk                   |
| Basílica con cúpula  | Gmbetakir bazilik (Գմբեթակիր բազիլիկ)     | Tekor Basílica            |
| Cruz griega          | Etchmiadznatip (Էջմիածնատիպ)              | Catedral de Echmiadzín    |
| Cruz latina muy alta | Oughatzig karankiun (Ուղղագիծ քառանկյուն) | Iglesia de Santa Gayana   |
| Radial               | Sharavighayin (Շառավիղային)               | Iglesia de Santa Hripsime |
| Circular             | Zvartnotsatip (Զվարթնոցատիպ)              | Catedral de Zvartnóts     |

## Construcción

El interior de la catedral armenia de Lviv, en gran parte trabajo de Jan Henryk De Rosen y Józef Mehoffer.

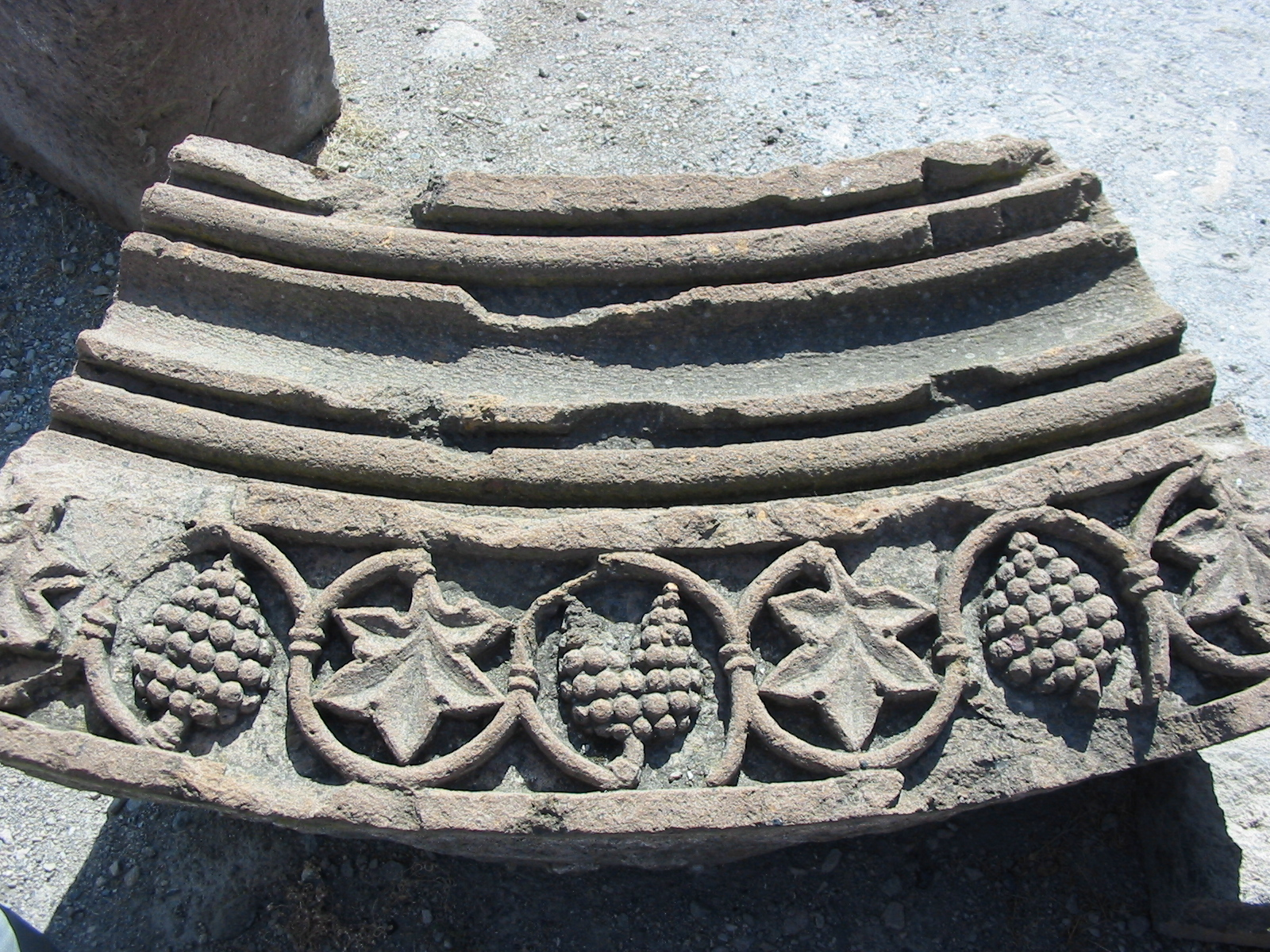
Motivo de racimos de uva y hojas de parra en la catedral de siglo VII de Zvartnóts.

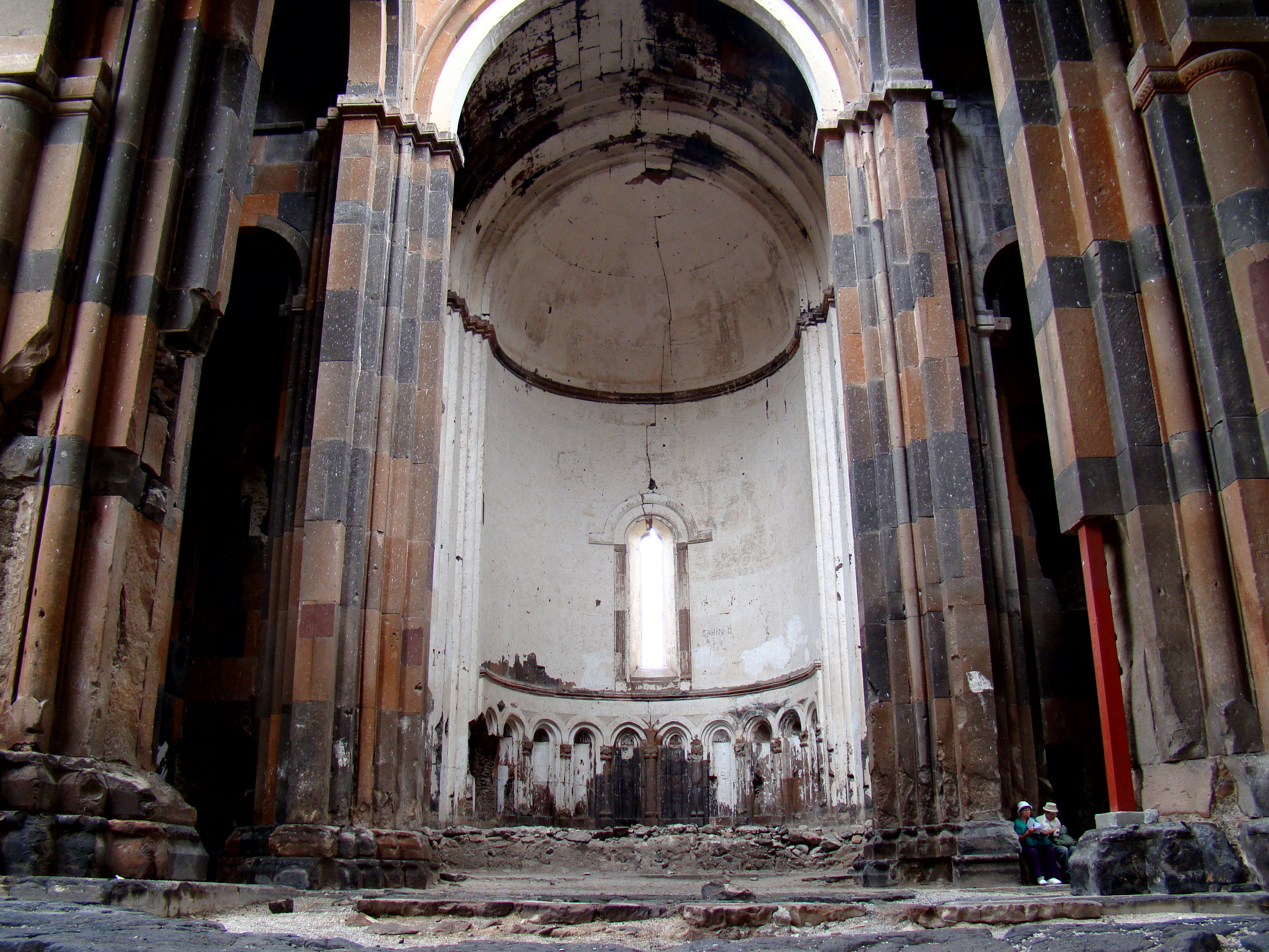
Catedral de Ani: las dos personas sentadas (ala derecha) muestran la escala del edificio.

La arquitectura armenia, cuando se realiza en una zona de terremotos, tiende a adaptarse a esta circunstancia con edificios de poca altura y paredes delgadas. Armenia tiene abundantes recursos de piedra, y relativamente pocos bosques, así que la piedra se utilizaba casi siempre en todas partes para los edificios grandes. Los edificios pequeños y de carácter residencial eran normalmente construidos con materiales más ligeros, y difícilmente sobreviven ejemplos muy tempranos, como en la capital medieval abandonada de Ani.
La piedra utilizada en los edificios se extrae normalmente en la misma ubicación, para dar a la estructura un color uniforme. En casos donde se utiliza piedra de un color diferente, a menudo se diseñan líneas o se adopta un patrón de damero. Las juntas de la piedras volcánicas solían rellenarse con polvo de piedras del mismo tipo para conseguir un aspecto uniforme. A diferencia de los romanos o sirios del mismo periodo, los armenios nunca utilizaban madera o ladrillo cuando construían edificios grandes.
La arquitectura armenia emplea una especie de hormigón para construir edificios resistentes. Es una mezcla de mortero de cal, toba troceada, y rocas que forman un núcleo en torno al cual se colocan láminas delgadas de toba dispuestas como ladrillos. Cuando la mezcla de mortero se seca forma una pared muy resistente, junto con la toba que envuelve el núcleo, que se endurece con el tiempo. Inicialmente, no se utilizaban núcleos de piedra en la construcción de iglesias, simplemente se unían los bloques de piedra, pero los constructores no tardaron en averiguar que los núcleos resistían mejor los terremotos. En fecha posterior, se fijaban a las paredes exteriores frescos de mármol u otro tipo de piedra.

## Historia de la arquitectura armenia
El desarrollo gradual de la arquitectura armenia.

### Armenia precristiana

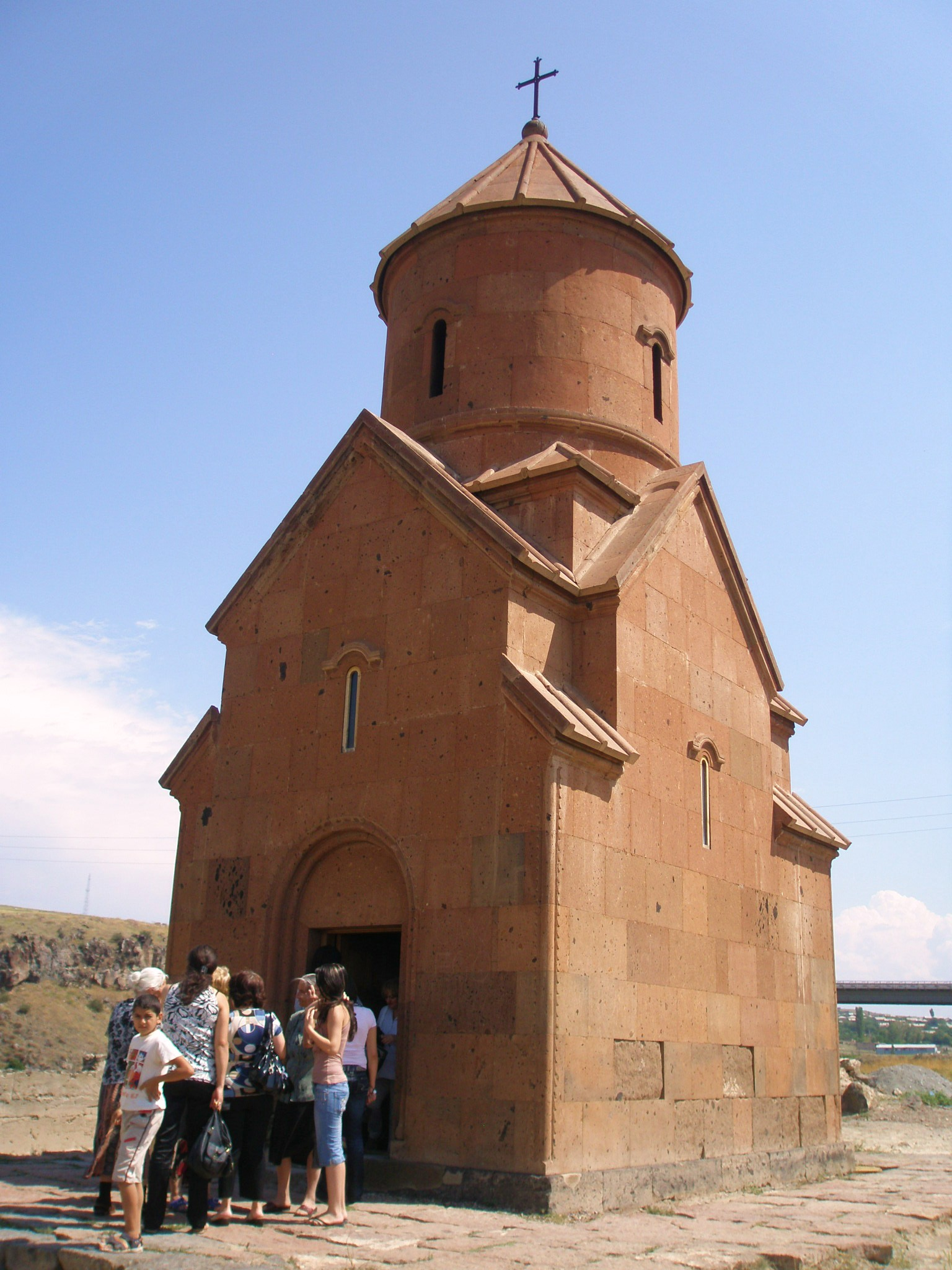
Iglesia de Surb Sarkis en Ashtarak.

Durante el tercer milenio a. C., la arquitectura prehistórica armenia ya era distintiva. La característica más común de esta forma de arquitectura era su trabajo preparatorio, que incorporaba muchas formas geométricas, que acabaron unificándose. Un ejemplo puede ser encontrado en Najicheván con varios edificios de 6 a 7 m de anchura y unos 5 m de altura.
la arquitectura continuó desarrollándose en las ciudades en los años anteriores a Cristo y acabó por recibir la influencia del arte greco-romano.  La arquitectura de Urartu es conocida por el intrincado corte de la piedra, utilizada como cimiento para construir paredes de adobe muy compactas (como en Erebuni).
Los templos de Urartu tenían paredes de piedra muy ancha en niveles bajos y muy poco espacio en el interior, normalmente cuadrado y alto; generalmente se colocaban en los puntos más altos.  Los niveles superiores de las paredes se construían con ladrillo de barro que no han sobrevivido y se ignora su apariencia.  El tardío templo de Garni, del siglo I, en un estilo plenamente helenístico, es el único monumento pagano que se conserva completo en Armenia, ya que la mayoría fueron destruidos o convertidos en lugares de culto cristianos bajo Tiridates III de Armenia.  Garni incluye elementos de geometría y numerología sagradas.  El templo tiene una relación entre las columnas y el espacio que las separa de 1/3 (1 es el número primario del universo y 3 es el más sagrado de todos los números pues representa la tríada greco romana de Júpiter, Juno y Minerva). Aparte de ser estéticamente bello, el diseño de Garni puede ser contemplado como una reafirmación de las leyes universales que gobiernan el destino del hombre. Los ángulos, el número de columnas y las dimensiones fueron calculados cuidadosamente; Los paganos armenios querían apaciguar a los dioses y proteger a la humanidad de su ira. Esta geometría sagrada es evidente en el templo entero. Para sus creadores, era la plasmación perfecta de su comunión con el universo. Aun cuando la geometría sagrada era utilizada sobre todo en edificios religiosos, los edificios seculares adoptaron algunos aspectos de esta.

### Armenia cristiana

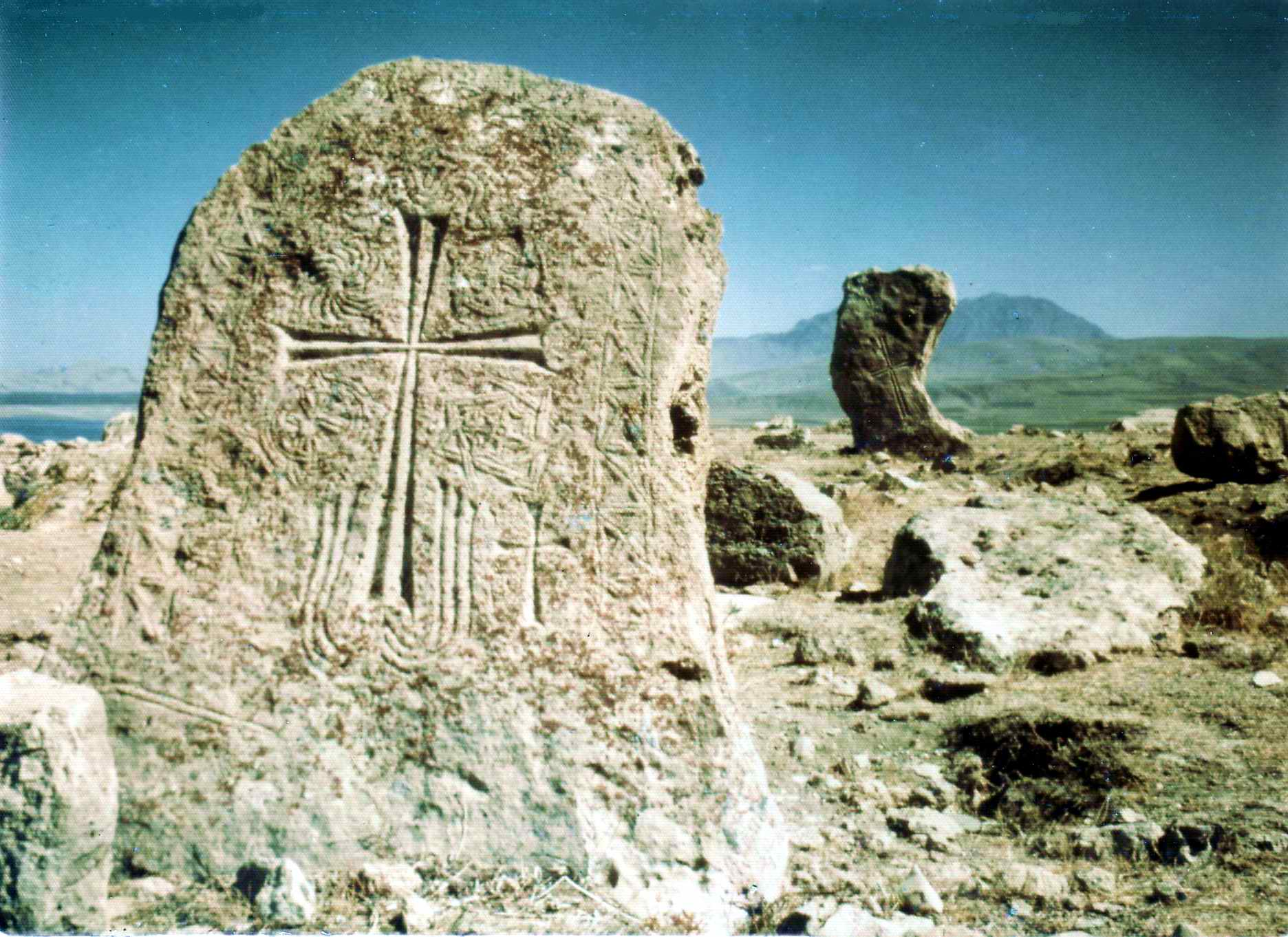
Lápidas armenias. Lago de Van

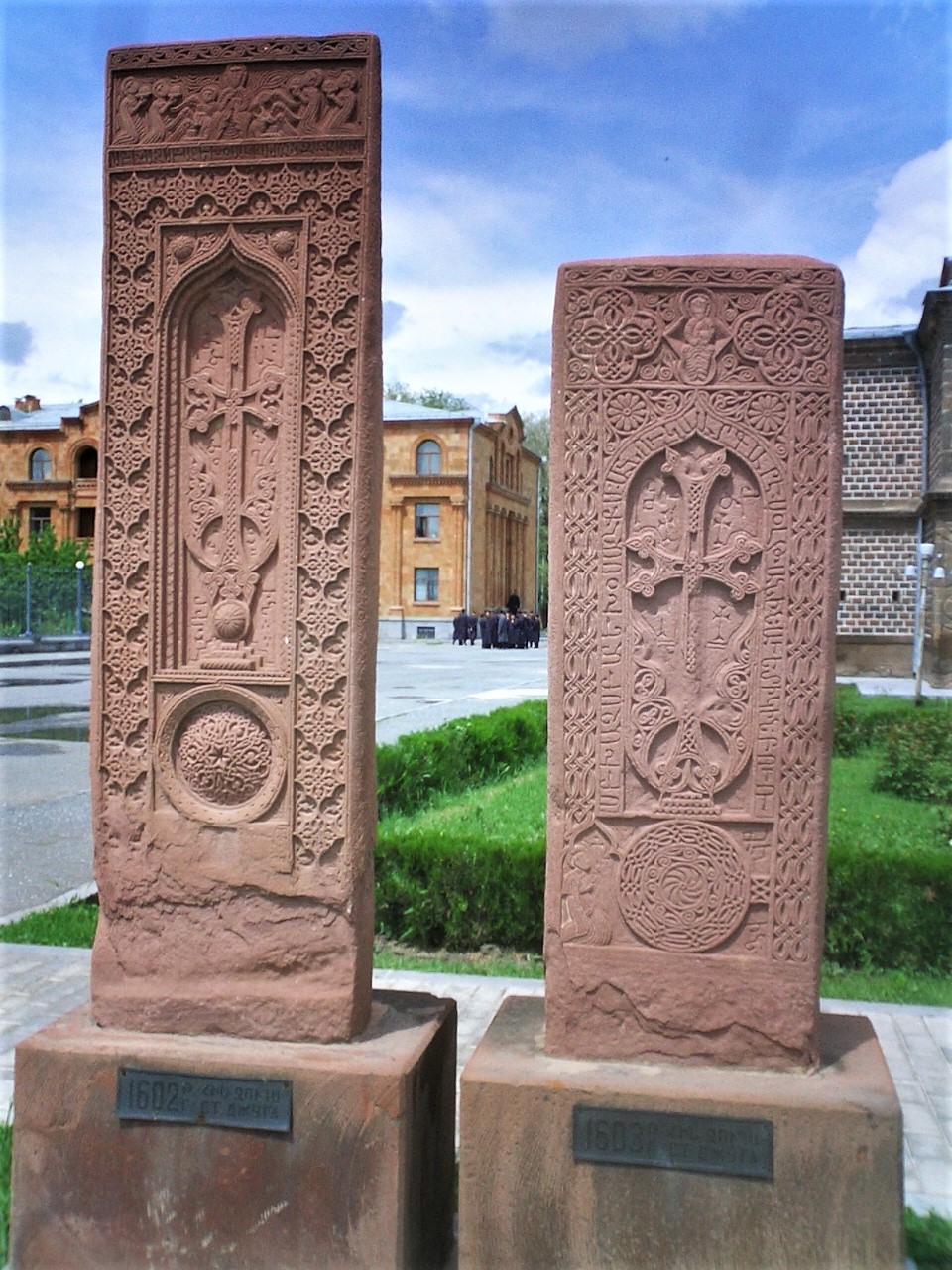
Jachkar armenios tardomedievales de Julfa, Azerbaiyán. Fueron rescatados del cementerio antes de su destrucción y ahora se exhiben en el recinto de Echmiadzín en Armenia.

La institución del cristianismo como religión oficial de Armenia en 301 permitió nuevos desarrollos en la arquitectura armenia,lo que no impidió conservar las viejas tradiciones. La investigación de las iglesias armenias es fundamental para la comprensión de la Armenia Medieval. 
Las primeras iglesias armenias estuvieron construidas por la Orden de San Gregorio del Iluminador, a menudo sobre templos paganos, imitados algunos aspectos de la arquitectura armenia precristiana.

## Periodos en la arquitectura armenia
La arquitectura armenia clásica y medieval se divide en cuatro periodos.

### El periodo formativo
Las primeras iglesias armenias fueron construidas entre los siglos IV y VII, cuándo Armenia fue convertida al cristianismo, y tras la invasión árabe de Armenia. Las iglesias tempranas eran mayoritariamente basílicas sencillas, pero alguna tenían ábsides laterales. En el siglo V se utilizaba normalmente la típica cúpula central. Hacia el siglo VII, las iglesias centradas en torno a la cúpula se habían complicado con arbotantes formando nichos y se había formado el estilo Hripsime, por la iglesia de Santa Hripsime o Arapsima. Cuando se produce la invasión árabe, gran parte de lo que conocemos como arquitectura armenia ya se ha consolidado.

### Renacimiento Bagrátida

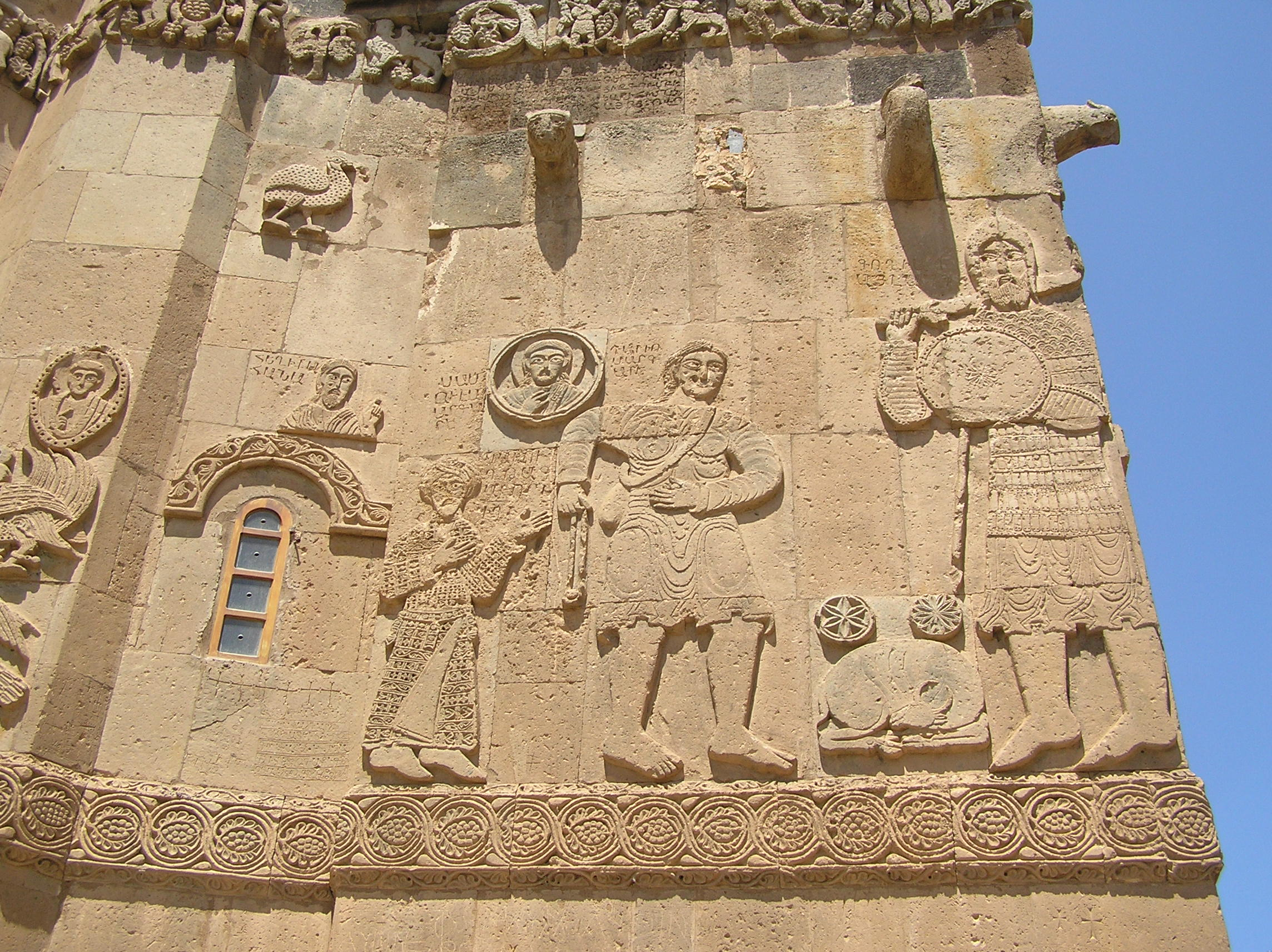
Relieves de David y Goliat en el exterior de la Catedral armenia de la Santa Cruz, isla Akdamar, siglo X

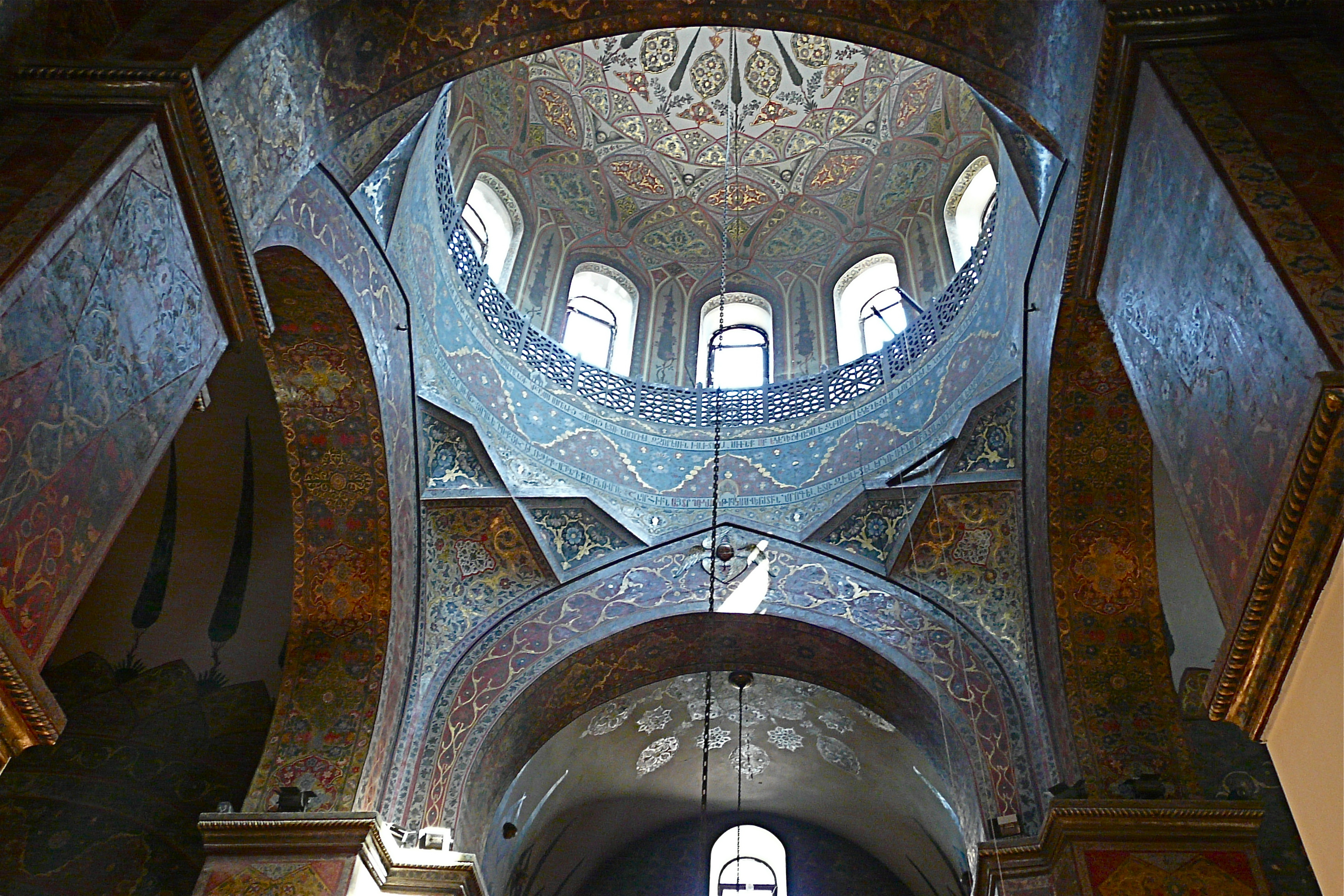
Cúpula de la catedral de Echmiadzín.

Entre los siglos IX y XI, la arquitectura armenia experimenta un resurgimiento bajo el mecenazgo de los Bagrátidas, que construyeron numerosas iglesias en el área de Lago de Van, con estilos tradicionales e innovadores. En esta época se desarrollan las piedras conmemorativas grabadas con cruces llamadas Jachkárs. Se construyen muchas iglesias y ciudades nuevas, incluyendo una nueva capital en el Lago de Van y la Catedral armenia de la Santa Cruz en la Isla Akdamar. La Catedral de Ani se completa durante esta dinastía. Se construyen también los primeros monasterios importantes, como el Monasterio de Haghpat  y el monasterio de Haritchavank. El periodo acaba con la invasión seleúcida.

### Florecimiento de los monasterios
Entre los siglos XII y XIV, bajo los zakáridas se vive una explosión en el número de monasterios construidos, entre ellos el monasterio de Saghmosavank, el monasterio de Ajtala, el monasterio de Kaymaklı, el monasterio Kecharis y el monasterio de Makaravank. Los monasterios eran instituciones de aprendizaje, y gran parte de la literatura armenia medieval se escribió en este periodo de tiempo. La invasión de Tamerlán y la destrucción de Reino armenio de Cilicia acabó con el progreso arquitectónico durante 250 años.

### sigloXVII
El último periodo constructivo importante armenio tuvo lugar bajo la dinastía iraní de los safávidas, cuando fueron construidas numerosas iglesias nuevas, tanto en lugares sagrados como Echmiadzín, como en lugares donde se asentaron las comunidades de la diáspora, entre ellos Nueva Julfa, en Isfahán, Irán.

### sigloXIX
La arquitectura experimentó un gran desarrollo durante el siglo XIX, cuándo el Tratado de Turkmenchay permite la entrada de los rusos en Armenia oriental. Se construyen obras maestras en Aleksándropol y Ereván, así como en Kars, que ahora forma parte de la República de Turquía.
Los edificios que se construían antiguamente en Armenia estaban hechos principalmente de basalto, por lo tanto prevalecía el color negro.

Arquitectura armenia del siglo XIX
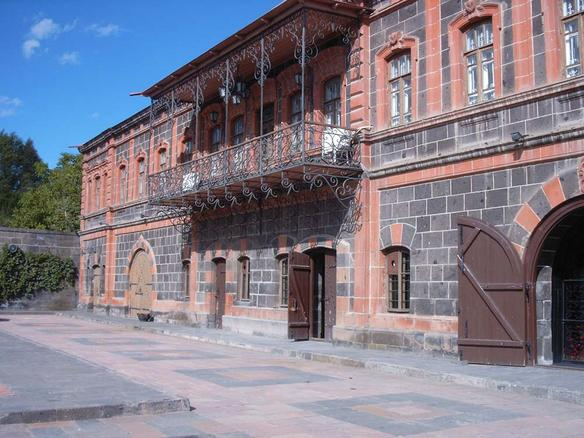
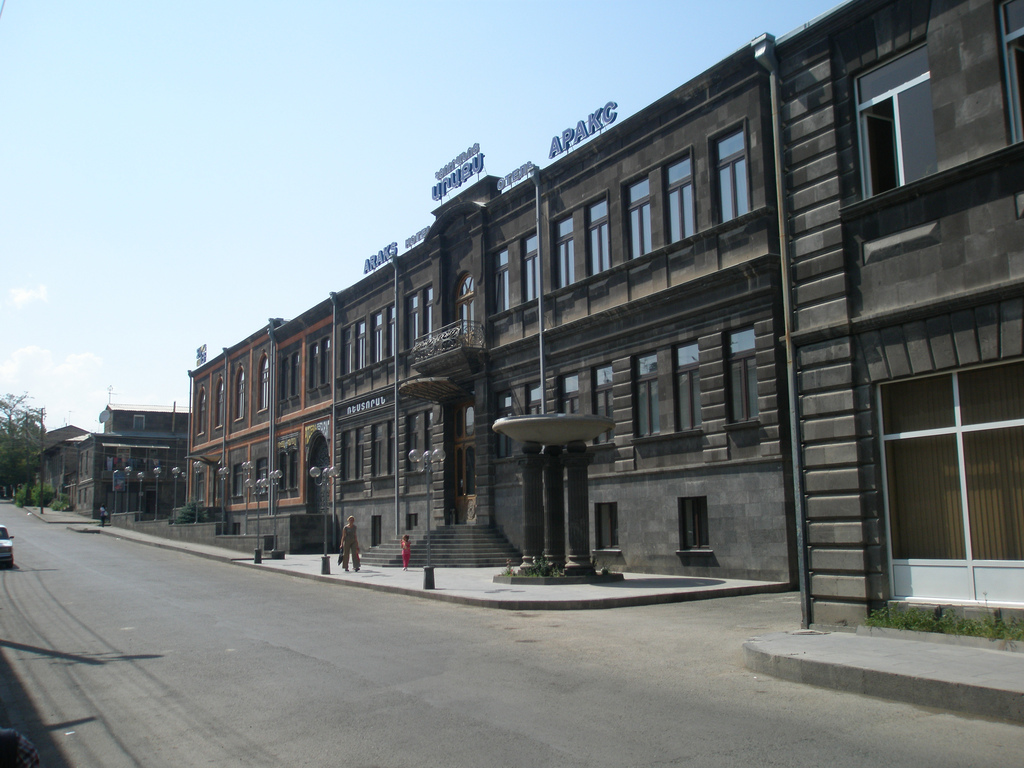
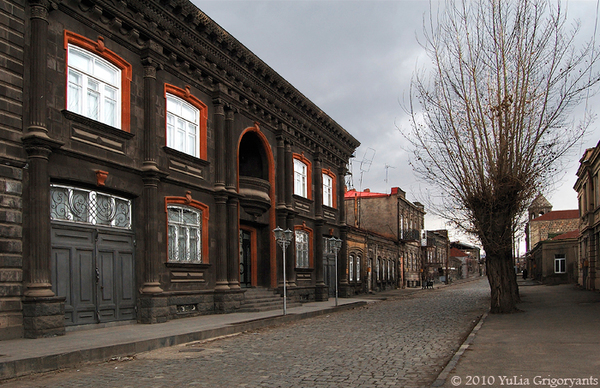
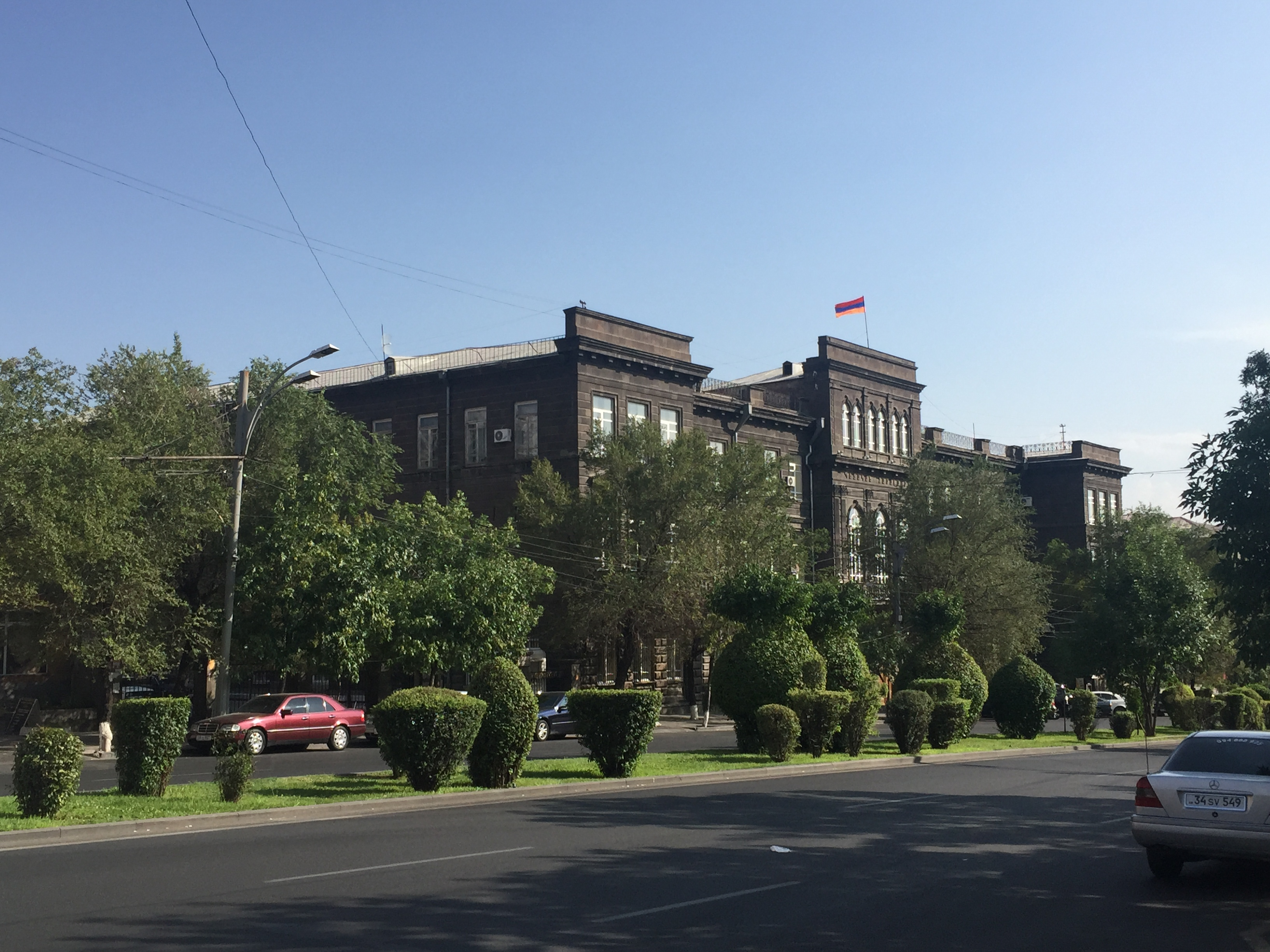
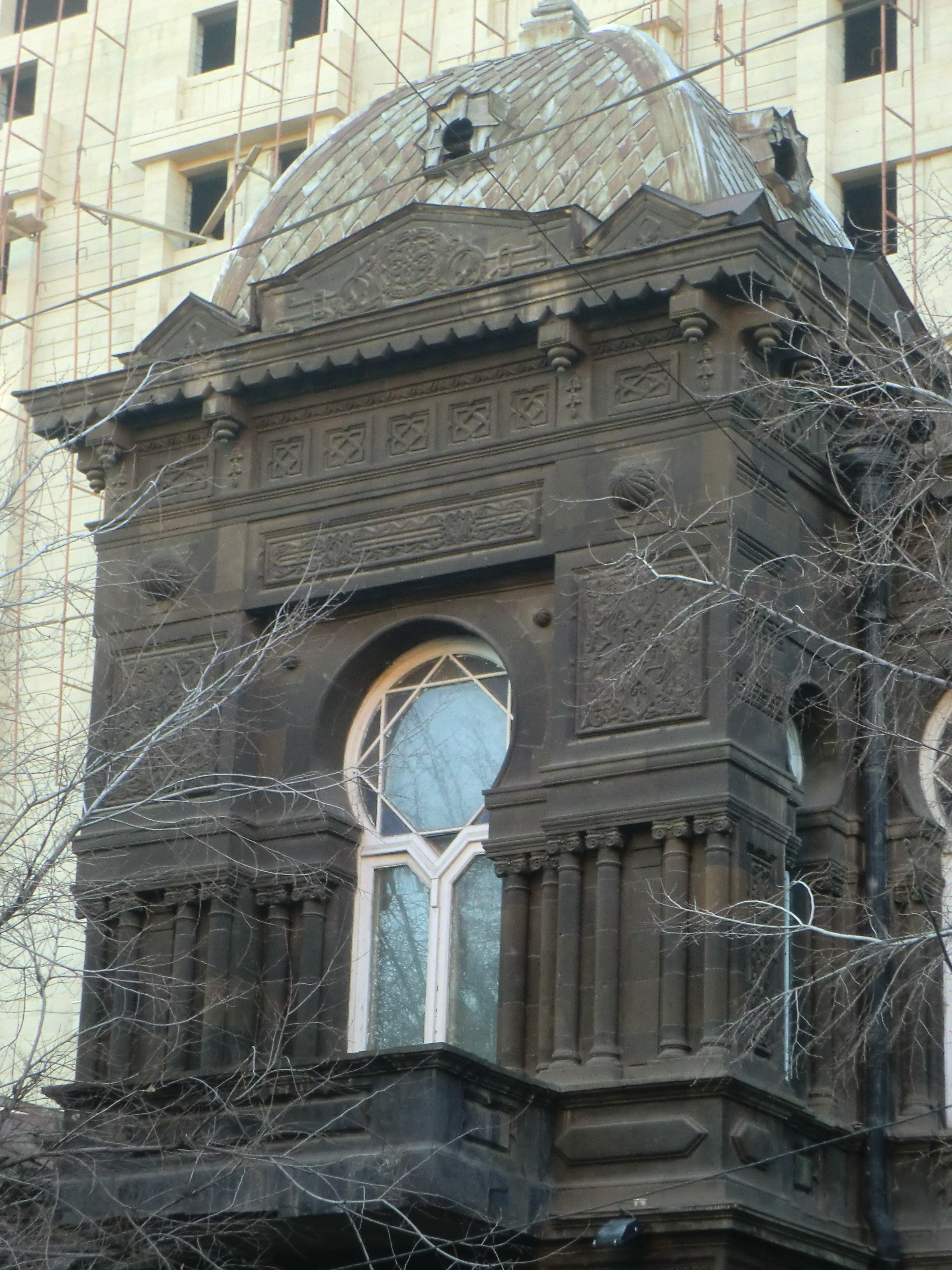
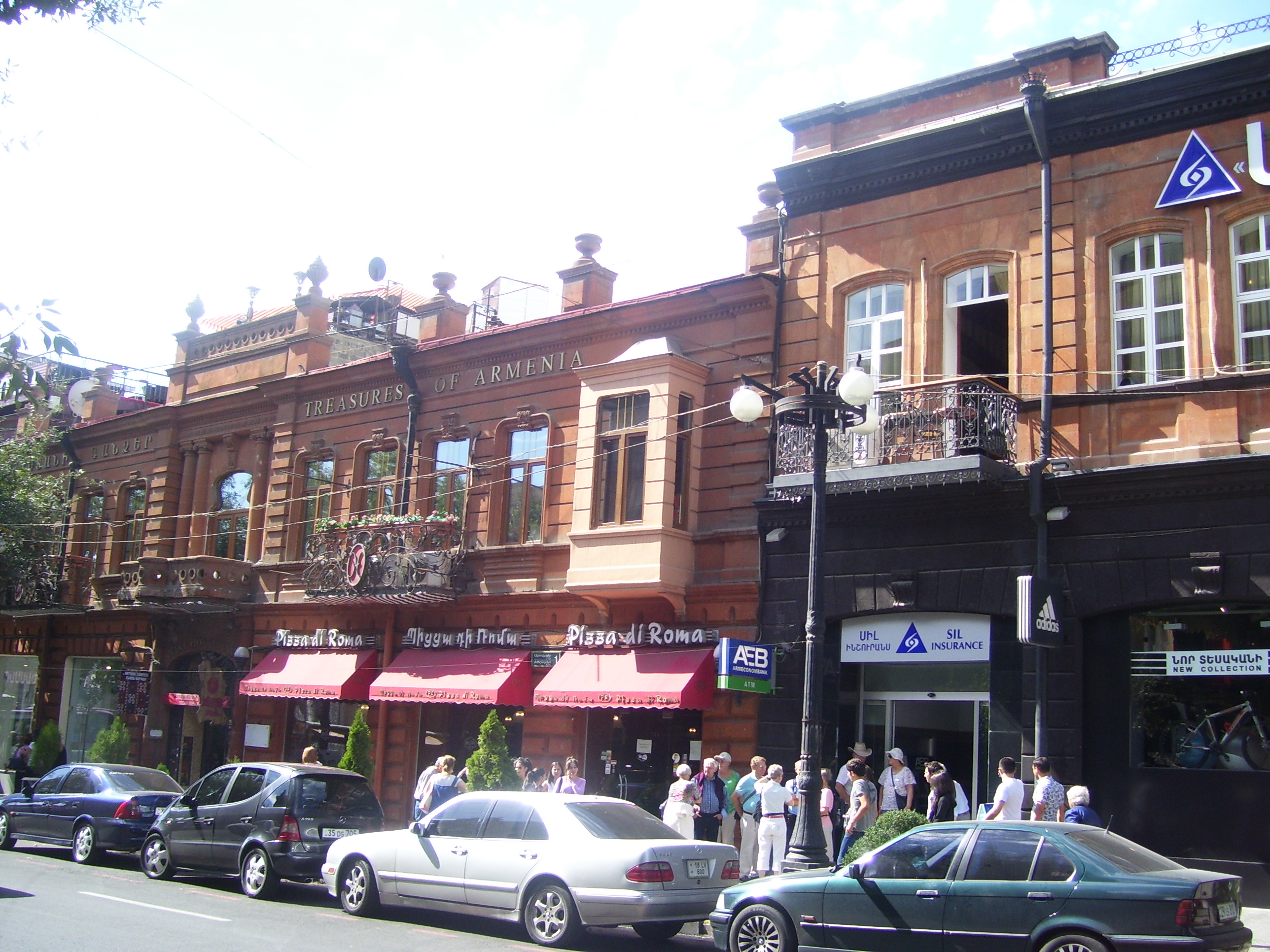

## Tiempos modernos
Uno de los arquitectos más prolíficos de Armenia en el siglo XX fue Baghdasar Arzumanián. Instalado en Ereván, fue el autor de un número inmenso de edificios civiles e iglesias, junto con otros diseños. Los arquitectos más importantes del siglo XX fueron Aleksandr Tamanián, Rafael Israyelián, G. Kochar, E. Tigranyán, S. Safaryán, Anna Ter Avetikyan, Lia Safaryan, Natalia Paremuzova, Ruzan Alaverdyan, Vahandujt Yereghian, Siranush Atoian, Tamar Tumanian, Sultanik Arevshatian, Valentina Adjemian, entre otros. Los maestros actuales de la arquitectura armenia son S. Gurzadyán, S. Kalashyán, L. Khristaforyán, R. Asratyán, etc.

Arquitectura armenia actual
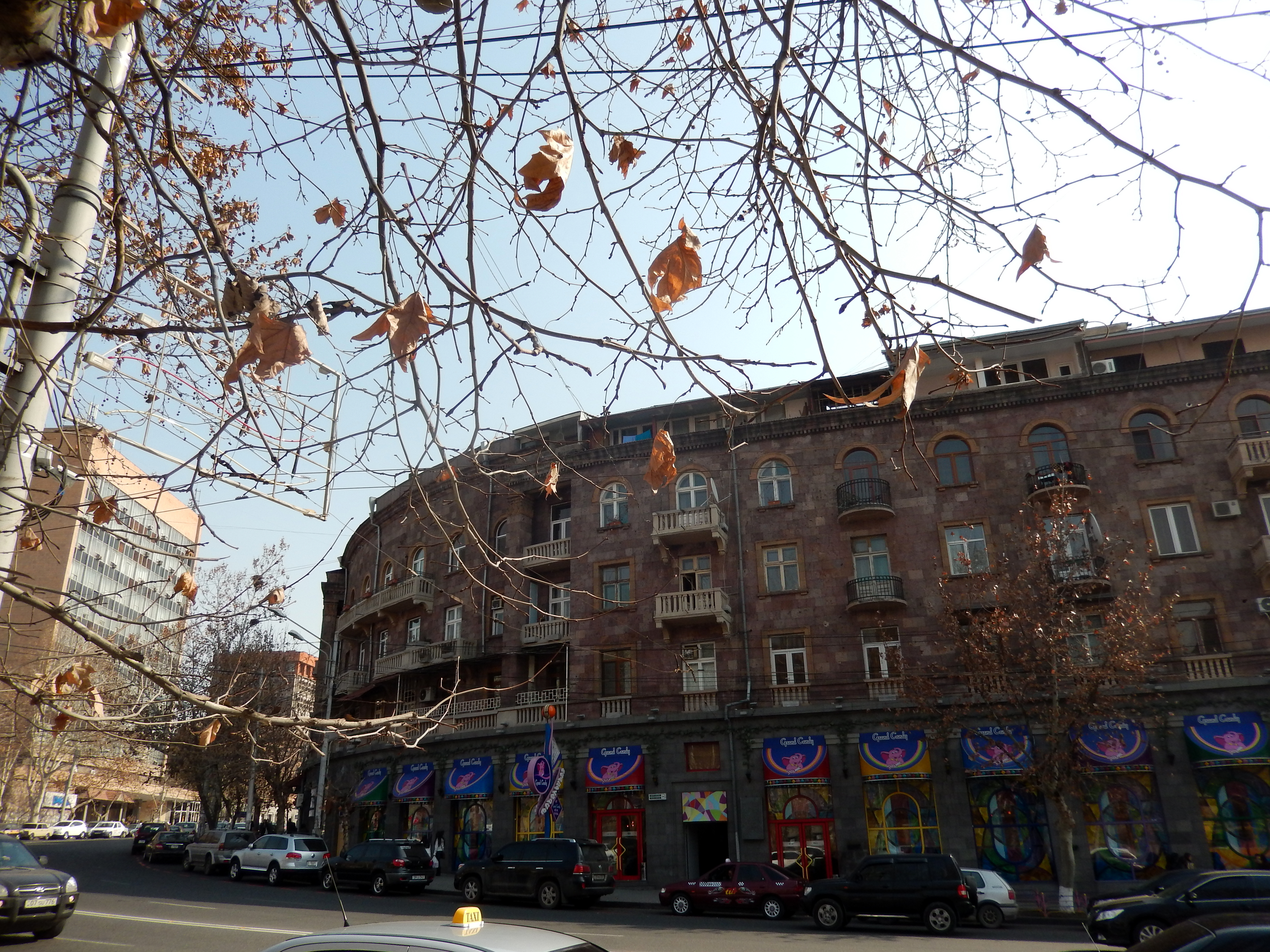
Anna Ter Avetikyán, Edificio Ponchikanotz
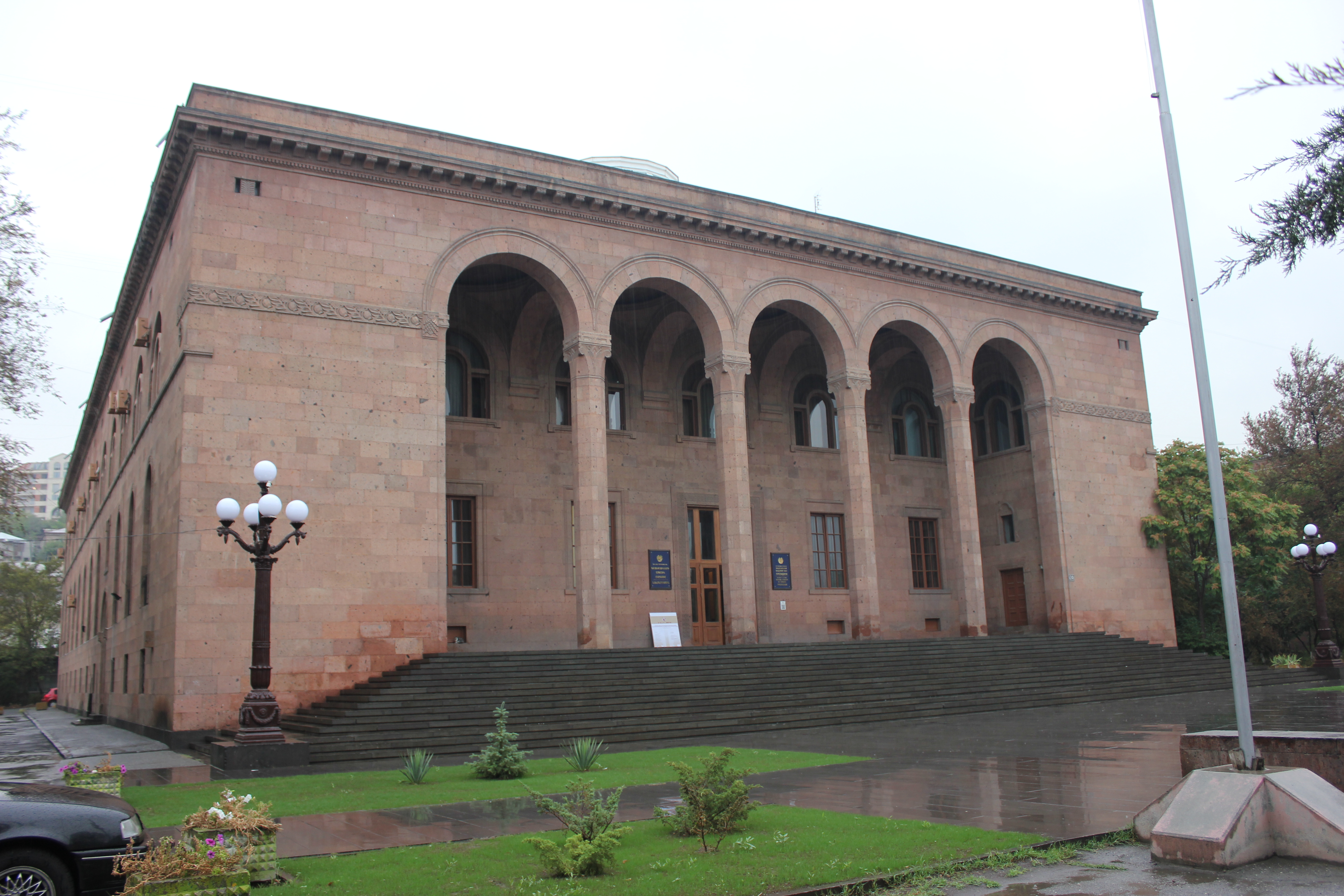
Lia Safaryán, Academia Nacional de Ciencias de Armenia
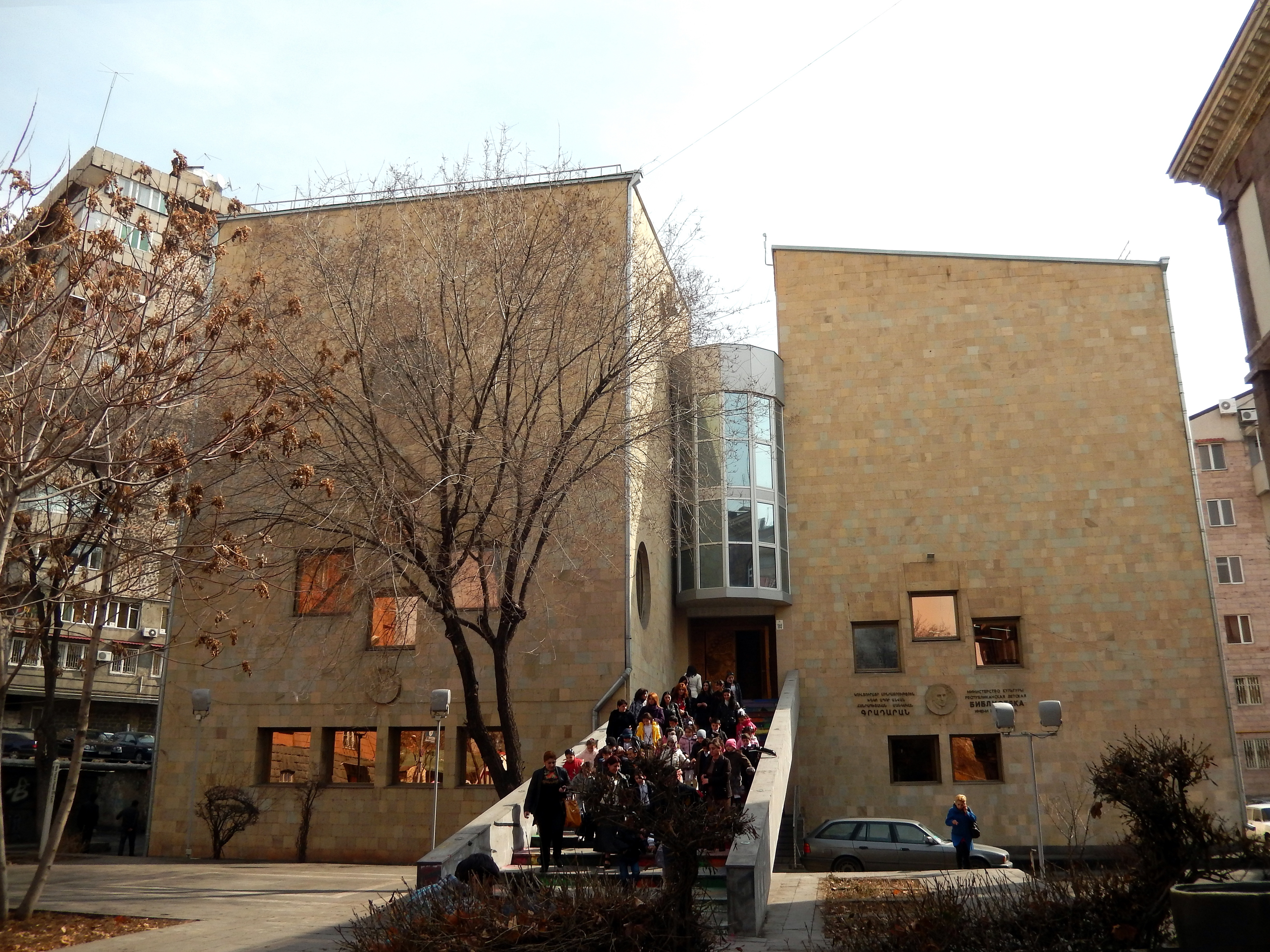
Ruzán Alaverdyán, Biblioteca Nacional Infantil

## Devastación de la arquitectura armenia
A raíz del antiarmenismo, numerosas reliquias del pasado, como iglesias, cementerios y jachkárs  han sido destruidos en los países vecinos. En ciertos casos, como en Turquía o Azerbaiyán, se produjo a raíz de campañas nacionales para erradicar rastros de armenios que pudieran hacer cualquier reclamación potencial a través del Estado.
La colección más grande del mundo de jachkárs podía encontrarse en las ruinas de la vieja ciudad de Julfa, en la Najicheván (hoy Azerbaiyán). Informes (ve RFE/RL) y fotografías de los observadores en territorio iraní mostraron a finales de 2005 los intentos deliberados para destruir las lápidas. Fotografías más recientes han revelado que se han destruido cementerios enteros y se han construidos acuartelamientos sobre ellos.

## Arquitectura armenia en la diáspora
El tumultuoso pasado de Armenia en el último milenio ha provocado una extensa diáspora en diferentes lugares del globo. Las comunidades armenias se unen para mantener las tradiciones de su patria, y esto ha influido en la arquitectura de los barrios armenios en ciudades como Zamość, en Polonia, y Leópolis, en Ucrania. Esta influencia es más evidente en la arquitectura religiosa construida por la comunidad armenia, cuyos diseños se basan en símbolos históricos como las catedrales de Ani, Zvartnóts y Echmiadzín, utilizadas como inspiración para construir en un entorno nuevo. Esta tradición todavía continúa, aunque la inmigración se ha desplazado fuera de las áreas tradicionales de emigración hacia Europa y el Oriente Medio y se dirige a América y Australia.
Los jachkárs, que siempre yan tenido una gran importancia en la identidad armenia, se han erigido recientemente en ciudades como Breslavia, Cracovia y Elbląg en Polonia; Novi Sad, en Serbia, y Beirut, en Líbano, así como en Dearborn, Míchigan. Muchos de estos se han construido para conmemorar el Genocidio armenio.